# 斯里蘭卡彎線䲁
斯里蘭卡彎線䲁（學名：Helcogramma serendip），為輻鰭魚綱䲁形目三鰭䲁科彎線䲁屬的一個種，2007年，Wouter Holleman對此進行了描述，分布於東印度洋斯里蘭卡海域，深度2至38公尺，本魚體型小呈圓柱狀，吻部短，側面鈍，眼眶上有觸鬚，上頜向後延伸至眼前緣下方，上下頜齒細而密, 頸背及前臀鰭基部無鱗，尾鰭基部有2排鱗，雄魚頭部眼睛下方有條紋，從上唇到鰓蓋和胸鰭基部，雌魚身上有H形條紋，背鰭硬棘16枚、背鰭軟條10枚、臀鰭硬棘1枚、臀鰭軟條18-19枚，體長可達2.5公分，棲息在礁石區，雌魚產附著性卵在藻類築的巢，雄魚會守護卵，幼魚為浮游性，生活習性不明。